# Bernard Lafayette

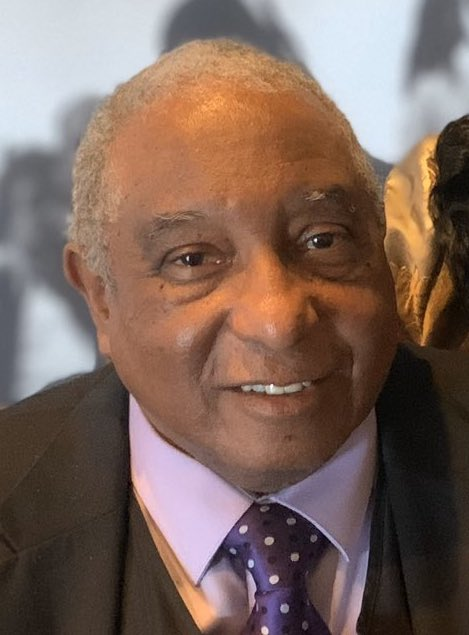
Bernard Lafayette, 2020

Bernard Lafayette (* 29. Juli 1940 in Tampa) ist ein früher Gefährte Martin Luther Kings.

## Leben
Lafayette war einer der Hauptorganisatoren der Stimmberechtigungskampagne (voting rights campaign) in Selma, Alabama. 1998 war er erster Direktor des Zentrum für Gewaltlosigkeit und Friedensstudien an der University of Rhode Island (URI Center for Nonviolence and Peace Studies). Im Mai 2012 wurde er vom Mount Holyoke College zum „Doctor of Humane Letters“ ernannt.